# Кудлай, Алексей Иванович
Алексей Иванович Кудлай (29 марта 1974, Харьков, СССР) — украинский футболист, игрок в мини-футбол, защитник. Выступал за сборную Украины по мини-футболу.

## Биография
Начинал играть в футбол в клубе Первой лиги Украины «Полиграфтехника» из Александрия. Однако, получив серьёзную травму пятки, завершил футбольную карьеру. Спустя пару лет принял участие в первенстве Харькова по мини-футболу, после чего ему было предложено попробовать свои силы в украинском чемпионате. В течение следующих двух лет играл в клубах «Харьков», «Виннер Форд–Университет» и «Запорожкокс-Университет», после чего перебрался в Россию, став игроком екатеринбургской «Альфы».
В составе «Альфы» Кудлай стал обладателем Кубка России, а также первого неофициального европейского Кубка обладателей кубков. После расформирования команды перебрался в другой екатеринбургский клуб — «ВИЗ-Синару». Проведя в его составе два сезона, перешёл в сильнейшую команду России тех лет — московское «Динамо». В составе динамовцев стал трёхкратным чемпионом России, выиграл ещё два национальных Кубка, трижды доходил до финала Кубка УЕФА по мини-футболу, а в сезоне 2006/07 выиграл его. В финале розыгрыша 2004/05 отметился забитым голом в ворота бельгийского «Аксьон 21».
Покинув «Динамо», Кудлай играл за щёлковский «Спартак-Щёлково», московское «Динамо-2», с лета 2010 года — игрок петербургского «Политеха».
В составе сборной Украины по мини-футболу дважды становился серебряным призёром Чемпионата Европы по мини-футболу.

## Достижения
- Серебряный призёр чемпионата Европы (2): 2001, 2003
- Обладатель Кубка УЕФА по мини-футболу 2006/07
- Обладатель Кубка Украины 1999
- Чемпион России (3): 2005, 2006, 2007
- Обладатель Кубка России (2): 2001, 2004
- Обладатель Кубка обладателей кубков 2002